# Paul Kroll
Paul Kroll, (Berlín, 2 de març de 1898 - Ídem, 8 de novembre de 1949) fou un ciclista alemany que fou professional de 1924 a 1937. Va arribar a quedar segon al Campionat nacional en ruta del 1925, i tercer a la Rund um Berlin.
Va competir també en diferents curses de sis dies fent parella amb Werner Miethe. Un cop acabava de Segona Guerra Mundial, malgrat la seva edat va participar en diferents curses i durant la disputa dels Sis dies de Berlín de 1947 va patir un accident del qual no es va recuperar.

## Palmarès
- 1922
  - 1r a la Rund um Berlin amateur
- 1934
  - 1r a la Berlín-Cottbus-Berlín